# Pochvistenvskij rajon
Il Pochvistenvskij rajon (in russo Похвистневский район?) è un rajon dell'Oblast' di Samara, nella Russia europea. Istituito nel 1929, il suo capoluogo è Pochvistnevo.